# Collegio elettorale di Oristano III
Il collegio elettorale di Oristano III è stato un collegio elettorale uninominale del Regno di Sardegna nell'allora provincia di Oristano. Fu istituito con il Regio editto del 17 marzo 1848.

## Dati elettorali
Nel collegio si svolsero votazioni per cinque legislature. 
Con la riforma del 1856, il collegio fu sostituito dal collegio di Busachi

### I legislatura
Le votazioni si svolsero in 222 collegi uninominali a doppio turno. Come previsto dal decreto n. 680 del 17 marzo 1848, era eletto al primo turno il candidato che «riunisce in suo favore più del terzo dei voti del total numero dei membri componenti il collegio e più della metà dei suffragi dati dai votanti presenti all'adunanza» (art. 92). Se nessun candidato era eletto, al ballottaggio tra i due candidati con più voti era eletto chi otteneva il maggior numero di voti (art. 93) o, in caso di ugual numero di voti, il maggiore d'età (art. 94).
| Partito                            | Partito                            | Candidato                          | Primo turno 17 aprile 1848 | Primo turno 17 aprile 1848 | Ballottaggio 19 aprile 1848 | Ballottaggio 19 aprile 1848 |
| Partito                            | Partito                            | Candidato                          | Voti                       | %                          | Voti                        | %                           |
| ---------------------------------- | ---------------------------------- | ---------------------------------- | -------------------------- | -------------------------- | --------------------------- | --------------------------- |
|                                    | —                                  | Antioco Spano                      | 115                        | 62,50                      | 248                         | 96,12                       |
|                                    | —                                  | Girolamo Azuni                     | 69                         | 37,50                      | 10                          | 3,88                        |
|                                    |                                    |                                    |                            |                            |                             |                             |
| Iscritti                           | Iscritti                           | Iscritti                           | 357                        | 100,00                     | 357                         | 100,00                      |
| ↳ Votanti (% su iscritti)          | ↳ Votanti (% su iscritti)          | ↳ Votanti (% su iscritti)          | 274                        | 76,75                      | 258                         | 72,27                       |
| ↳ Voti validi (% su votanti)       | ↳ Voti validi (% su votanti)       | ↳ Voti validi (% su votanti)       | 184                        | 67,15                      | 258                         | 100,00                      |
| ↳ Schede non valide (% su votanti) | ↳ Schede non valide (% su votanti) | ↳ Schede non valide (% su votanti) | 90                         | 32,85                      | 0                           | 0,00                        |
| ↳ Astenuti (% su iscritti)         | ↳ Astenuti (% su iscritti)         | ↳ Astenuti (% su iscritti)         | 83                         | 23,25                      | 99                          | 27,73                       |

### II legislatura
Le votazioni si svolsero in 222 collegi uninominali a doppio turno con la stessa normativa precedente (al primo turno un numero di voti maggiore di un terzo degli iscritti).
| Partito                            | Partito                            | Candidato                          | Primo turno 15 gennaio 1849 | Primo turno 15 gennaio 1849 | Ballottaggio 17 gennaio 1849 | Ballottaggio 17 gennaio 1849 |
| Partito                            | Partito                            | Candidato                          | Voti                        | %                           | Voti                         | %                            |
| ---------------------------------- | ---------------------------------- | ---------------------------------- | --------------------------- | --------------------------- | ---------------------------- | ---------------------------- |
|                                    | —                                  | Antioco Spano                      | 73                          | 96,05                       | 38                           | 100,00                       |
|                                    | —                                  | N. Iola                            | 3                           | 3,95                        |                              |                              |
|                                    |                                    |                                    |                             |                             |                              |                              |
| Iscritti                           | Iscritti                           | Iscritti                           | 357                         | 100,00                      | 357                          | 100,00                       |
| ↳ Votanti (% su iscritti)          | ↳ Votanti (% su iscritti)          | ↳ Votanti (% su iscritti)          | 79                          | 22,13                       | 38                           | 10,64                        |
| ↳ Voti validi (% su votanti)       | ↳ Voti validi (% su votanti)       | ↳ Voti validi (% su votanti)       | 76                          | 96,20                       | 38                           | 100,00                       |
| ↳ Schede non valide (% su votanti) | ↳ Schede non valide (% su votanti) | ↳ Schede non valide (% su votanti) | 3                           | 3,80                        | 0                            | 0,00                         |
| ↳ Astenuti (% su iscritti)         | ↳ Astenuti (% su iscritti)         | ↳ Astenuti (% su iscritti)         | 278                         | 77,87                       | 319                          | 89,36                        |

### III legislatura
Le votazioni si svolsero in 204 collegi uninominali a doppio turno con la normativa del 1848 (al primo turno un numero di voti maggiore di un terzo degli iscritti).
| Partito                            | Partito                            | Candidato                          | Risultati 22 luglio 1849 | Risultati 22 luglio 1849 |
| Partito                            | Partito                            | Candidato                          | Voti                     | %                        |
| ---------------------------------- | ---------------------------------- | ---------------------------------- | ------------------------ | ------------------------ |
|                                    | —                                  | Antioco Spano                      | 24                       | 77,42                    |
|                                    | —                                  | Raimondo Orrù                      | 5                        | 16,13                    |
|                                    | —                                  | Giacomo Carta                      | 1                        | 3,23                     |
|                                    | —                                  | Gavino Nino                        | 1                        | 3,23                     |
|                                    |                                    |                                    |                          |                          |
| Iscritti                           | Iscritti                           | Iscritti                           | 473                      | 100,00                   |
| ↳ Votanti (% su iscritti)          | ↳ Votanti (% su iscritti)          | ↳ Votanti (% su iscritti)          | 32                       | 6,77                     |
| ↳ Voti validi (% su votanti)       | ↳ Voti validi (% su votanti)       | ↳ Voti validi (% su votanti)       | 31                       | 96,88                    |
| ↳ Schede non valide (% su votanti) | ↳ Schede non valide (% su votanti) | ↳ Schede non valide (% su votanti) | 1                        | 3,12                     |
| ↳ Astenuti (% su iscritti)         | ↳ Astenuti (% su iscritti)         | ↳ Astenuti (% su iscritti)         | 441                      | 93,23                    |

Le operazioni di voto risultarono incomplete. L'ufficio della 1ª sezione non redasse il verbale delle operazioni seguite a si sciolse senza attendere il verbale della 2ª sezione che compì regolarmente le operazioni elettorali. La Camera quindi, nella tornata del 22 agosto 1849, annullò gli atti compiuti in questo collegio. Il collegio fu riconvocato.
|                                    | —                                  | Antioco Spano                      | 22  | 56,41  |   |        |
|                                    | —                                  | Bernardo Falqui Pes                | 17  | 43,59  | 5 | 100,00 |
|                                    |                                    |                                    |     |        |   |        |
| Iscritti                           | Iscritti                           | Iscritti                           | 473 | 100,00 |   |        |
| ↳ Votanti (% su iscritti)          | ↳ Votanti (% su iscritti)          | ↳ Votanti (% su iscritti)          | 52  | 10,99  |   |        |
| ↳ Voti validi (% su votanti)       | ↳ Voti validi (% su votanti)       | ↳ Voti validi (% su votanti)       | 39  | 75,00  |   |        |
| ↳ Schede non valide (% su votanti) | ↳ Schede non valide (% su votanti) | ↳ Schede non valide (% su votanti) | 13  | 25,00  |   |        |
| ↳ Astenuti (% su iscritti)         | ↳ Astenuti (% su iscritti)         | ↳ Astenuti (% su iscritti)         | 421 | 89,01  |   |        |

### IV legislatura
Le votazioni si svolsero in 204 collegi uninominali a doppio turno con la normativa del 1848 (al primo turno un numero di voti maggiore di un terzo degli iscritti).
| Partito                            | Partito                            | Candidato                          | Primo turno 13 dicembre 1849 | Primo turno 13 dicembre 1849 | Ballottaggio 14 dicembre 1849 | Ballottaggio 14 dicembre 1849 |
| Partito                            | Partito                            | Candidato                          | Voti                         | %                            | Voti                          | %                             |
| ---------------------------------- | ---------------------------------- | ---------------------------------- | ---------------------------- | ---------------------------- | ----------------------------- | ----------------------------- |
|                                    | —                                  | Antioco Spano                      | 48                           | 39,02                        | 124                           | 49,21                         |
|                                    | —                                  | Pietro Luigi Salaris               | 75                           | 60,98                        | 128                           | 50,79                         |
|                                    |                                    |                                    |                              |                              |                               |                               |
| Iscritti                           | Iscritti                           | Iscritti                           | 473                          | 100,00                       | 473                           | 100,00                        |
| ↳ Votanti (% su iscritti)          | ↳ Votanti (% su iscritti)          | ↳ Votanti (% su iscritti)          | 231                          | 48,84                        | 252                           | 53,28                         |
| ↳ Voti validi (% su votanti)       | ↳ Voti validi (% su votanti)       | ↳ Voti validi (% su votanti)       | 123                          | 53,25                        | 252                           | 100,00                        |
| ↳ Schede non valide (% su votanti) | ↳ Schede non valide (% su votanti) | ↳ Schede non valide (% su votanti) | 108                          | 46,75                        | 0                             | 0,00                          |
| ↳ Astenuti (% su iscritti)         | ↳ Astenuti (% su iscritti)         | ↳ Astenuti (% su iscritti)         | 242                          | 51,16                        | 221                           | 46,72                         |

I dati riportati provengono dalla fonte citata (Storia dei collegi...) e sono certamente errati.
L'onorevole Spano si dimise il 29 novembre 1852, adducendo come motivazione la propria età avanzata. Il collegio fu riconvocato.
| Partito                            | Partito                            | Candidato                          | Primo turno 26 dicembre 1852 | Primo turno 26 dicembre 1852 | Ballottaggio 27 dicembre 1852 | Ballottaggio 27 dicembre 1852 |
| Partito                            | Partito                            | Candidato                          | Voti                         | %                            | Voti                          | %                             |
| ---------------------------------- | ---------------------------------- | ---------------------------------- | ---------------------------- | ---------------------------- | ----------------------------- | ----------------------------- |
|                                    | —                                  | Efisio Flores d'Arcais             | 86                           | 81,13                        | 48                            | 71,64                         |
|                                    | —                                  | Francesco Spano                    | 20                           | 18,87                        | 19                            | 28,36                         |
|                                    |                                    |                                    |                              |                              |                               |                               |
| Iscritti                           | Iscritti                           | Iscritti                           | 643                          | 100,00                       | 643                           | 100,00                        |
| ↳ Votanti (% su iscritti)          | ↳ Votanti (% su iscritti)          | ↳ Votanti (% su iscritti)          | 151                          | 23,48                        | 67                            | 10,42                         |
| ↳ Voti validi (% su votanti)       | ↳ Voti validi (% su votanti)       | ↳ Voti validi (% su votanti)       | 106                          | 70,20                        | 67                            | 100,00                        |
| ↳ Schede non valide (% su votanti) | ↳ Schede non valide (% su votanti) | ↳ Schede non valide (% su votanti) | 45                           | 29,80                        | 0                             | 0,00                          |
| ↳ Astenuti (% su iscritti)         | ↳ Astenuti (% su iscritti)         | ↳ Astenuti (% su iscritti)         | 492                          | 76,52                        | 576                           | 89,58                         |

L'elezione fu annullata l'8 gennaio 1853 perché il numero dei deputati impiegati era già completo. Il collegio fu riconvocato.
| Partito                            | Partito                            | Candidato                          | Risultati 10 febbraio 1853 | Risultati 10 febbraio 1853 |
| Partito                            | Partito                            | Candidato                          | Voti                       | %                          |
| ---------------------------------- | ---------------------------------- | ---------------------------------- | -------------------------- | -------------------------- |
|                                    | —                                  | Efisio Flores d'Arcais             | 9                          | 69,23                      |
|                                    | —                                  | Paolo Martinelli                   | 2                          | 15,38                      |
|                                    | —                                  | Antonio Scialoja                   | 2                          | 15,38                      |
|                                    |                                    |                                    |                            |                            |
| Iscritti                           | Iscritti                           | Iscritti                           | 643                        | 100,00                     |
| ↳ Votanti (% su iscritti)          | ↳ Votanti (% su iscritti)          | ↳ Votanti (% su iscritti)          | 13                         | 2,02                       |
| ↳ Voti validi (% su votanti)       | ↳ Voti validi (% su votanti)       | ↳ Voti validi (% su votanti)       | 13                         | 100,00                     |
| ↳ Schede non valide (% su votanti) | ↳ Schede non valide (% su votanti) | ↳ Schede non valide (% su votanti) | 0                          | 0,00                       |
| ↳ Astenuti (% su iscritti)         | ↳ Astenuti (% su iscritti)         | ↳ Astenuti (% su iscritti)         | 630                        | 97,98                      |

Le operazioni di voto risultarono incomplete. Le cifre indicate sono il risultato della votazione avvenuta il 10 febbraio 1853 nella 2ª sezione, non essendosi la 1ª costituita. In seguito a ciò l'ufficio deliberò di rimettere i verbali al Ministero dell'interno. L'ufficio di Presidenza, senza riferire alla Camera, invitò il Ministero a riconvocare il collegio. Il collegio fu riconvocato.
| Partito                            | Partito                            | Candidato                          | Primo turno 3 aprile 1853 | Primo turno 3 aprile 1853 | Ballottaggio 4 aprile 1853 | Ballottaggio 4 aprile 1853 |
| Partito                            | Partito                            | Candidato                          | Voti                      | %                         | Voti                       | %                          |
| ---------------------------------- | ---------------------------------- | ---------------------------------- | ------------------------- | ------------------------- | -------------------------- | -------------------------- |
|                                    | —                                  | Efisio Flores d'Arcais             | 89                        | 80,91                     | 60                         | 58,25                      |
|                                    | —                                  | Francesco Spano                    | 21                        | 19,09                     | 43                         | 41,75                      |
|                                    |                                    |                                    |                           |                           |                            |                            |
| Iscritti                           | Iscritti                           | Iscritti                           | 643                       | 100,00                    | 643                        | 100,00                     |
| ↳ Votanti (% su iscritti)          | ↳ Votanti (% su iscritti)          | ↳ Votanti (% su iscritti)          | 141                       | 21,93                     | 104                        | 16,17                      |
| ↳ Voti validi (% su votanti)       | ↳ Voti validi (% su votanti)       | ↳ Voti validi (% su votanti)       | 110                       | 78,01                     | 103                        | 99,04                      |
| ↳ Schede non valide (% su votanti) | ↳ Schede non valide (% su votanti) | ↳ Schede non valide (% su votanti) | 31                        | 21,99                     | 1                          | 0,96                       |
| ↳ Astenuti (% su iscritti)         | ↳ Astenuti (% su iscritti)         | ↳ Astenuti (% su iscritti)         | 502                       | 78,07                     | 539                        | 83,83                      |

### V legislatura
Le votazioni si svolsero in 204 collegi uninominali a doppio turno con la normativa del 1848 (al primo turno un numero di voti maggiore di un terzo degli iscritti).
| Partito                            | Partito                            | Candidato                          | Primo turno 3 aprile 1853 | Primo turno 3 aprile 1853 | Ballottaggio 4 aprile 1853 | Ballottaggio 4 aprile 1853 |
| Partito                            | Partito                            | Candidato                          | Voti                      | %                         | Voti                       | %                          |
| ---------------------------------- | ---------------------------------- | ---------------------------------- | ------------------------- | ------------------------- | -------------------------- | -------------------------- |
|                                    | —                                  | Efisio Flores d'Arcais             | 89                        | 80,91                     | 60                         | 58,25                      |
|                                    | —                                  | Francesco Spano                    | 21                        | 19,09                     | 43                         | 41,75                      |
|                                    |                                    |                                    |                           |                           |                            |                            |
| Iscritti                           | Iscritti                           | Iscritti                           | 642                       | 100,00                    | 642                        | 100,00                     |
| ↳ Votanti (% su iscritti)          | ↳ Votanti (% su iscritti)          | ↳ Votanti (% su iscritti)          | 141                       | 21,96                     | 104                        | 16,20                      |
| ↳ Voti validi (% su votanti)       | ↳ Voti validi (% su votanti)       | ↳ Voti validi (% su votanti)       | 110                       | 78,01                     | 103                        | 99,04                      |
| ↳ Schede non valide (% su votanti) | ↳ Schede non valide (% su votanti) | ↳ Schede non valide (% su votanti) | 31                        | 21,99                     | 1                          | 0,96                       |
| ↳ Astenuti (% su iscritti)         | ↳ Astenuti (% su iscritti)         | ↳ Astenuti (% su iscritti)         | 501                       | 78,04                     | 538                        | 83,80                      |

L’onorevole Flores d'Arcais, maggiore d'artiglieria, fu promosso a tenente colonnello e conseguentemente l'8 giugno 1855 decadde dalla carica. 
Il collegio fu riconvocato ma alla data prevista, l'8 luglio, nella 1ª sezione non si costituì l'ufficio definitivo e nella 2ª, dopo la costituzione, l'ufficio si ritirò dalla sala elettorale.
Il collegio fu riconvocato nuovamente per il mese di dicembre.
| Partito                            | Partito                            | Candidato                          | Primo turno 16 dicembre 1853 | Primo turno 16 dicembre 1853 | Ballottaggio 17 dicembre 1853 | Ballottaggio 17 dicembre 1853 |
| Partito                            | Partito                            | Candidato                          | Voti                         | %                            | Voti                          | %                             |
| ---------------------------------- | ---------------------------------- | ---------------------------------- | ---------------------------- | ---------------------------- | ----------------------------- | ----------------------------- |
|                                    | —                                  | Efisio Flores d'Arcais             | 56                           | 82,35                        | 63                            | 86,30                         |
|                                    | —                                  | Tommaso Vallauri                   | 12                           | 17,65                        | 10                            | 13,70                         |
|                                    |                                    |                                    |                              |                              |                               |                               |
| Iscritti                           | Iscritti                           | Iscritti                           | 470                          | 100,00                       | 470                           | 100,00                        |
| ↳ Votanti (% su iscritti)          | ↳ Votanti (% su iscritti)          | ↳ Votanti (% su iscritti)          | 75                           | 15,96                        | 78                            | 16,60                         |
| ↳ Voti validi (% su votanti)       | ↳ Voti validi (% su votanti)       | ↳ Voti validi (% su votanti)       | 68                           | 90,67                        | 73                            | 93,59                         |
| ↳ Schede non valide (% su votanti) | ↳ Schede non valide (% su votanti) | ↳ Schede non valide (% su votanti) | 7                            | 9,33                         | 5                             | 6,41                          |
| ↳ Astenuti (% su iscritti)         | ↳ Astenuti (% su iscritti)         | ↳ Astenuti (% su iscritti)         | 395                          | 84,04                        | 392                           | 83,40                         |

Con l'applicazione della legge 27 gennaio 1856 il collegio prese nome da Busachi, e il sorteggio rese vacante questo collegio.